# Jidai-geki

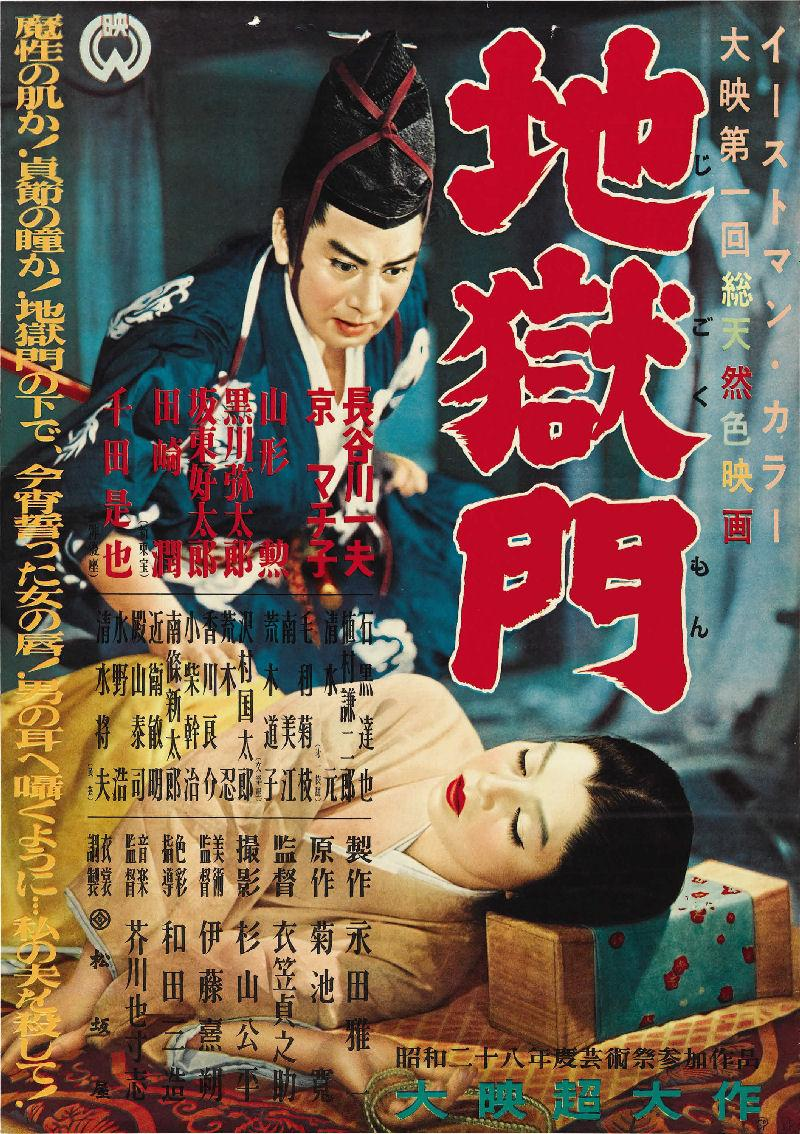
La Porte de l'enfer.

Le jidai-geki (時代劇) est un genre théâtral, cinématographique et télévisuel japonais. Ce genre audiovisuel, créé à la fois pour se démarquer du cinéma occidental et des drames traditionnels tournés pour le grand écran, emprunte certes ses thématiques aux drames traditionnels japonais, mais contrairement à eux les rôles féminins sont joués par des actrices (et non par des hommes). Du cinéma occidental il retient aussi une certaine forme de naturalisme et fait la part belle aux dialogues. Beaucoup d’œuvres se déroulent pendant la période d'Edo (1603-1867), mais cette période historique ne suffit pas à caractériser le genre. 
Le chanbara est parfois considéré comme un sous-genre du jidai-geki.
Le jidai mono est parfois considéré comme un équivalent du jidai-geki.